# Station Paldiski
Station Paldiski is een station in de Estische havenstad Paldiski. Het station is het eindpunt van de spoorlijn Tallinn - Paldiski.

## Treinen
De volgende trein stopt op Station Paldiski:
| Vervoerder | Treinsoort | Route                      | Opmerkingen                           |
| ---------- | ---------- | -------------------------- | ------------------------------------- |
| Elron      | Stoptrein  | Tallinn – Keila – Paldiski | Stopt op alle tussenliggende stations |

Tallinn Baltisch Station · 
Lilleküla · 
Tondi · 
Järve · 
Rahumäe · 
Nõmme · 
Hiiu · 
Kivimäe · 
Pääsküla · 
Laagri · 
Urda · 
Padula · 
Saue · 
Valingu · 
Keila · 
Niitvälja · 
Klooga · 
Klooga-Aedlinn · 
Põllküla · 
Laoküla · 
Paldiski